# Lokalizační faktory průmyslu
Lokalizační faktor průmyslu je označení pro jevy nebo prvky, které přinášejí určitý typ výhod pro vybranou ekonomickou aktivitu. Pro nově vznikající podnik je důležité zohlednit jednotlivé lokalizační faktory s cílem zajistit co největší zisk. V minulosti byla důležitým lokalizačním faktorem přítomnost surovin pro průmysl. V dnešní době je zvýšený důraz na zohlednění zátěže daného podniku na životní prostředí. Význam jednotlivých faktorů je tedy proměnlivý v čase. 

## Historie lokalizačních faktorů
Pojem byl zaveden na konci 19. století německým ekonomem Alfrédem Weberem v lokalizačních teoriích. Definoval je jako síly působící ve výběru lokalizace ekonomického subjektu. Jeho teorie vymezuje faktory přírodně-technické a společensko-kulturní. Nejlepší umístění podniku je dle Webera v lokalitě s nejnižšími náklady.
Začátkem 20. století se však o tuto teorii začali zajímat další ekonomové, pracující s faktorem poptávky, například Oskar Engländer a Frank Albert Fetter. Harold Hotelling přišel s faktorem konkurence firem. Dle něj je důležitým lokalizačním faktorem konkurence okolních podniků. Andreas Predöhl vypracoval teorii vysvětlující lokalizační faktory hospodářské jednotky bez ohledu na odvětví, díky čemuž může být dosaženo snížení nákladů.
Tord Palander přišel ve 30. letech 20. století s faktorem trhu, kdy analyzoval polohu výroby, aby dosáhl nejvyššího zisku a zároveň nejvíce snížil náklady na dopravu. Tuto teorii více rozvedl August Lösch, kdy teorii centrálních míst aplikoval na rozložení průmyslu. Ve druhé polovině 20. století stoupal zájem o tyto teorie a zformovaly se dva směry: americký s představitelem Walterem Isardem a francouzský s představitelem Françoisem Peerouxem.

## Základní třídění lokalizačních faktorů

### Z hlediska prostorového rozsahu
- makrolokalizační – klimatické podmínky, sídelní struktura, apod.
- mikrolokalizační – suroviny, infrastruktura, apod.

### Z hlediska změny dynamiky vlivu
- s klesajícím významem – klima, suroviny, dopravní náklady, apod.
- s nezměněným významem – voda, infrastruktura, kapitál, apod.
- s rostoucím významem – informace, životní prostředí, apod.

### Z hlediska věcného charakteru
- přírodní – klima, voda, suroviny, apod.
- socioekonomické – cena, poptávka, výrobní náklady, infrastruktura, cena, doprava, apod.
- ostatní – životní prostředí, politické zájmy a další

Věcné lokalizační faktory jsou podrobněji uvedeny níže.

## Přírodní lokalizační faktory

### Voda
Voda sehráva zásadní roli ve výběru lokace pro většinu podniků. Mnoho firem je také lokalizováno v dostupné blízkosti vodního zdroje, například v okolí řek, kanálů, jezer či vodních nádrží. Pro lokalizaci podniků je důležitá jak kvalita tak i kvantita. K oborům nejnáročnějším na kvantitu vody patří metalurgický, petrochemický, textilní, hutnický a papírenský průmysl. Na kvalitě vody závisí zejména potravinářský průmysl (například výroba nápojů). Dále se sleduje například tvrdost, resp. měkkost vody. Měkká voda je důležitá pro papírenský, fotografický, nebo i textilní průmysl.

### Klima
Klima je další důležitý faktor při zohledňování umístění podniku. Největší význam má pro podniky primárního sektoru, jelikož jsou na ní přímo závislé. Extrémní teploty, vlhkost či větrnost představují pro většinu zemědělství nepřekonatelnou překážku. Naopak určitý typ klimatu vyhovující dané plodině může pro podnik přinášet nemalý zisk. Například bavlna a tabák pěstované na jihu USA byly významnou komoditou 19. století. V současné době jde některé klimatické podmínky replikovat i ve vnitřních prostorech. Výroba se pak ale stává značně nákladnější na spotřebu energií.
Co se týče průmyslu, faktor klimatu postupně ztrácí na významu s rostoucí dostupností klimatizačních zařízení. Přesto je v některých odvětvích, například při výrobě fotografií nebo zpracování vlny, důležitým klimatickým faktorem vlhkost.

### Suroviny
Dostupnost vznikajícího podniku k surovinám byla důležitá zejména v průběhu průmyslové revoluce. Manufaktury bylo nutné stavět v dostupné vzdálenosti od surovin nutných pro výrobu. Tradiční průmyslové oblasti se tak nachází v oblastech výskytu dřeva, uhlí, železné rudy, sklářských písků, nebo v oblastech chovu ovcí, či pěstování lnu. Příkladem jsou oblasti jako Porúří, Horní Slezsko, oblast Velkých jezer, Lotrinsko, severovýchodní Indie, Minas Gerais v Brazílii, Transvaal v JAR, východní Čína, apod. V současné době však s rozvojem dopravy a minimalizací nákladů na ní faktor blízkosti zdrojů surovin klesá. Příkladem je například Japonsko s vyspělým průmyslem bez výrazných zdrojů surovin. 
Suroviny je možné rozdělit na:
- neobnovitelné suroviny (např. minerální, nerostné),
- obnovitelné suroviny (např. biomasa).

## Socioekonomické faktory

### Energie
Jedná se o velmi důležitý lokalizační faktor, jelikož veškerá odvětví průmyslu potřebují pro své fungování dostatečný přísun energie. Z toho důvodu podniky hledající nové zázemí berou v úvahu energii jako lokalizační faktor. Důležitým faktorem bude energie převážně u více energeticky náročných odvětví jako je hutní a chemický průmysl.

### Doprava
Tento lokalizační faktor patří k původním faktorům analyzovaných Alfrédem Weberem a Johannem Heinrichem von Thünenem. Každé průmyslové odvětví může být dopravně vázáno na oblast s významným výskytem surovin. Převážně se jedná o obory náročné na objem zpracovávaných surovin a obory, jejichž produkty při výrobě naberou na objemu, hmotnosti nebo rychle podléhají zkáze.
Od doby vzniku lokalizační teorie však náklady na dopravu výrazně poklesly z důvodu rozvoje technologií a doprava je tak více rozšířena než dříve.

### Pracovní síla
Pracovní sílu můžeme analyzovat ze tří aspektů: podle kvantity pracovní síly, podle kvality pracovní síly a podle nákladů na pracovní sílu. Stejně jako u dopravy, i zde se liší upřednostnění na základě specializace výroby. I zde je však pozorována jistá změna, díky vyšší vzdělanosti obyvatelstva i v méně vyspělých regionech se zvyšuje kvalifikace pracovní síly, čímž se zvyšují i náklady.

### Infrastruktura
Tento lokalizační faktor má zabezpečit technické a stavební podmínky a podporovat další rozvoj území. Infrastrukturu lze dělit na technickou a sociální. Do technické řadíme dopravní síť a dopravní zařízení, energetickou síť a informační síť. V sociální infrastruktuře se nachází služby pro zaměstnance, školy, zdravotní zařízení, kulturní zařízení.

## Jiné lokalizační faktory

### Životní prostředí
Lokalizační faktor životního prostředí v poslední době nabývá na významu. V rámci politických opatření jednotlivých států na zamezení negativních dopadů průmyslu na životní prostředí je nutné dopředu zjistit, popsat a komplexně vyhodnotit předpokládané vlivy nově vznikajícího podniku. Každá větší stavba musí projít procesem EIA (Environmental Impact Assessment).

### Politická situace
Tento lokalizační faktor je podstatný pro zahraniční investory, kteří musí být ujištěni, že v zemi je stabilní politická situace, která jim poskytne podpůrné nástroje k využití lokality. Politická situace odráží celkový stav státu, do kterého bude investor vkládat kapitál.